# Großer Preis von Spanien 1926

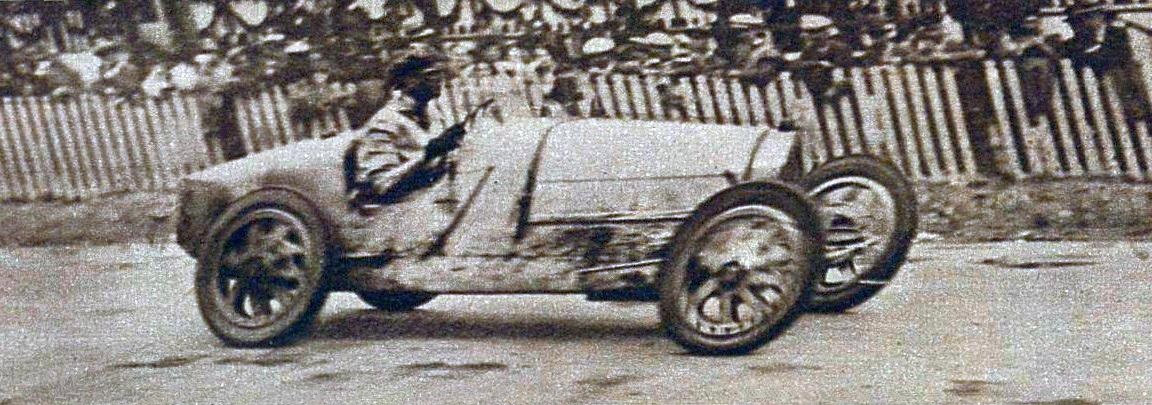
Rennsieger Meo Constantini

Der III. Große Preis von Spanien fand am 25. Juli 1926 auf dem Circuito Lasarte, einem klassischen Straßenkurs bei San Sebastián statt. Trotz seines Titels wurde das Rennen nicht nach der geltenden Internationalen Grand-Prix-Rennformel, sondern als formelfreies Rennen durchgeführt, an dem sowohl privat als auch werksseitig gemeldete Wagen ohne besondere technische Restriktionen teilnehmen konnten. Das Rennen wurde über 40 Runden à 17,75 km ausgetragen, was einer Gesamtdistanz von 710,0 km entsprach.
Sieger wurde Bartolomeo „Meo“ Costantini auf einem Bugatti Type 35.

## Rennen
Eine Woche nach dem Großen Preis von Europa wurde am gleichen Ort der Gran Premio de España als formelfreies Rennen durchgeführt. Es war damit nach dem Großen Preis von Deutschland in diesem Jahr bereits der zweite offizielle Grand Prix einer Automobilnation, bei dem nicht die Regularien der Internationalen Grand-Prix-Formel zur Anwendung kamen. Hintergrund war, dass die Organisatoren von Anfang an nur mit einer schwachen Besetzung für den Europäischen Grand Prix rechneten und daher noch ein weiteres Rennen mit einer ordentlichen Teilnehmerzahl ins Programm nehmen wollten.
Diese Hoffnung erfüllte sich jedoch nur zum Teil, denn von den ursprünglich gemeldeten 30 Teilnehmern erschienen am Ende nur zehn zum Start, darunter mit Delage und Bugatti die beiden Kontrahenten aus dem vorangegangenen WM-Lauf, die für dieses Rennen auch je drei ihrer Vorjahres-Grand-Prix-Rennwagen mit 2 Liter Hubraum mitgebracht hatten. Die drei Delage Type 2 LCV mit Zwölfzylinder-Kompressormotoren wurden wieder von Louis Wagner, Robert Benoist und André Morel gefahren, für Bugatti griffen erneut Jules Goux, Bartolomeo Costantini und Ferdinando Minoia ans Steuer der kompressorlosen Type 35 Reihenachtzylinder, die damit den Delage zwar leistungsmäßig unterlegen waren, auf dem kurvenreichen Kurs aber eine deutlich bessere Straßenlage aufwiesen. Dazu kamen noch drei privat eingesetzte Bugatti mit 2- bzw. 2,3-Liter-Motoren und ein ursprünglich als Rekordwagen konzipierter Sunbeam von Henry Segrave mit 4-Liter-V12-Motor.
Wie zu erwarten stieß aus dem rollenden Start heraus zunächst Segrave mit dem mächtigen Sunbeam nach vorn, wurde aber in der vierten Runde von Morel auf Delage überholt und musste zwei Runden später mit gebrochener Vorderachse endgültig aufgeben. Eine Runde später war auch Morel aus dem Rennen, das jetzt von seinem Teamkollegen Wagner vor fünf Bugattis angeführt wurde. Auf leicht regennasser Strecke machte nun Costantini mit dem deutlich besser liegenden Bugatti Druck und übernahm schließlich in der 13. Runde die Führung, die er auch danach weiter ausbauen konnte. Dabei half ihm auch ein Boxenstopp von Wagner, der bei dieser Gelegenheit das Steuer an Benoist übergab. Goux auf dem dritten Platz lag zu diesem Zeitpunkt bereits eine Runde hinter dem Führenden zurück. Trotz weiterer Boxenhalte blieb diese Reihenfolge bis zur 35. Runde erhalten, als Benoist bei einem weiteren Tankstopp doch noch von Goux eingeholt wurde. Costantini hatte damit nach seiner großartigen Fahrt im Ziel eine Runde Vorsprung auf den Rest des Felds, von dem Minoia am Ende als Vierter und Letzter noch gewertet wurde.

## Ergebnisse

### Meldeliste
| Team                               | Nr. | Fahrer                  | Info  | Chassis            | Motor                        | Reifen |
| ---------------------------------- | --- | ----------------------- | ----- | ------------------ | ---------------------------- | ------ |
| Société des Moteurs Salmson        | 01  |                         | DNA   | Salmson            | Salmson 1.1L                 |        |
| Société des Moteurs Salmson        | 12  |                         | DNA   | Salmson            | Salmson 1.1L                 |        |
| Société des Moteurs Salmson        | 21  |                         | DNA   | Salmson            | Salmson 1.1L                 |        |
| Automobiles Violet                 | 02  | Marcel Violet           | DNA   | Sima-Violet        | Sima-Violet 1.5L F4 Zweitakt |        |
| Automobiles Violet                 | 14  | Michel Doré             | DNA   | Sima-Violet        | Sima-Violet 1.5L F4 Zweitakt |        |
| Automobiles Violet                 | 22  | Maurice Benoist         | DNA   | Sima-Violet        | Sima-Violet 1.5L F4 Zweitakt |        |
| Automobiles Violet                 | 26  | Max Fourny              | DNA   | Sima-Violet        | Sima-Violet 1.5L F4 Zweitakt |        |
| Major Henry O’Neil de Hane Segrave | 03  | Henry Segrave           |       | Sunbeam „Tiger“    | Sunbeam 4.0L V12 Kompressor  |        |
| Maurice Béquet                     | 04  | Roland Coty             | DNS a | Béquet Spéciale    | Hispano-Suiza 11.6L V8       | M      |
| Automobiles Ettore Bugatti         | 05  | Meo Costantini          |       | Bugatti T35        | Bugatti 2.0L I8              | M      |
| Automobiles Ettore Bugatti         | 15  | Jules Goux              |       | Bugatti T35        | Bugatti 2.0L I8              | M      |
| Automobiles Ettore Bugatti         | 23  | Ferdinando Minoia       |       | Bugatti T35        | Bugatti 2.0L I8              | M      |
| Automobiles Delage                 | 06  | Robert Benoist          |       | Delage 2 LCV       | Delage 2.0L V12 Kompressor   | M      |
| Automobiles Delage                 | 16  | André Morel             |       | Delage 2 LCV       | Delage 2.0L V12 Kompressor   | M      |
| Automobiles Delage                 | 24  | Louis Wagner b          |       | Delage 2 LCV       | Delage 2.0L V12 Kompressor   | M      |
| Amilcar                            | 07  |                         | DNA   | Amilcar            | Amilcar 1.1L                 |        |
| Amilcar                            | 18  |                         | DNA   | Amilcar            | Amilcar 1.1L                 |        |
| Amilcar                            | 25  |                         | DNA   | Amilcar            | Amilcar 1.1L                 |        |
| Établissements Guyot               | 08  | Albert Guyot            | DNA   | Guyot Spéciale     | Argyle 1.5L I6 Kompressor    |        |
| Établissements Guyot               | 19  |                         | DNA   | Guyot Spéciale     | Argyle 1.5L I6 Kompressor    |        |
| SA des Automobiles Jean-Graf       | 09  | Jean Graf               | DNS c | Jean Graf La Perle | CIME 1.5L I6                 |        |
| Henri Billiet                      | 10  | Henri Billiet           | DNA   | BNC                | Scap 1.5L I4                 |        |
| Ernest Eldridge                    | 11  | Ernest Eldridge         | DNA   | Eldridge Special   | Anzani 1.5L I4               |        |
| Louis Charavel                     | 27  | Louis Charavel          |       | Bugatti            |                              |        |
| William Grover-Williams            | 28  | William Grover-Williams |       | Bugatti T35T       | Bugatti 2.3L I8              |        |
| René de Buck                       | 29  | René de Buck            |       | Bugatti T35T       | Bugatti 2.3L I8              | E      |
| Jules Ferry                        | 30  | Jules Ferry d           |       | Bugatti T35        | Bugatti 2.0L I8              |        |
| Jules Ferry                        |     | Boris Iwanowski         | RES   | Bugatti T35        | Bugatti 2.0L I8              |        |
|                                    | 31  |                         | DNA   | Bugatti            |                              |        |
|                                    | 32  |                         | DNA   | Bugatti            |                              |        |

### Startformation
Die Startpositionen wurden in der Reihenfolge der Startnummern vergeben. Der Start erfolgte fliegend.
| Segrave | Costantini | Benoist |
|         |            |         |
| Goux    | Morel      | Minoia  |
|         |            |         |
| Wagner  | Williams   | de Buck |
|         |            |         |
| Ferry   |            |         |

### Rennergebnis
| Pos. | Fahrer                      | Konstrukteur | Runden | Stopps | Zeit          | Start | Schnellste Runde | Ausfallgrund          |
| ---- | --------------------------- | ------------ | ------ | ------ | ------------- | ----- | ---------------- | --------------------- |
| 01   | Meo Costantini              | Bugatti      | 40     |        | 5:35:47,0 h   | 2     | 7:41,6 min       |                       |
| 02   | Jules Goux                  | Bugatti      | 40     |        | + 16:28,0 min | 4     |                  |                       |
| 03   | Louis Wagner Robert Benoist | Delage       | 40     |        | + 21:10,0 min | 7     |                  |                       |
| 04   | Ferdinando Minoia           | Bugatti      | 40     |        | + 21:40,0 min | 6     |                  |                       |
| —    | Jules Ferry Boris Iwanowski | Bugatti      | 33     |        | NC            | 10    |                  | abgewinkt             |
| —    | William Grover-Williams     | Bugatti      | 29     |        | DNF           | 8     |                  | Kolbenschaden         |
| —    | André Morel                 | Delage       | 6      |        | DNF           | 5     |                  | Kolbenschaden         |
| —    | Henry Segrave               | Sunbeam      | 5      |        | DNF           | 1     |                  | Achsbruch             |
| —    | Robert Benoist              | Delage       | 4      |        | DNF           | 3     |                  | Zündungsschaden       |
| —    | René de Buck                | Bugatti      | 2      |        | DNF           | 9     |                  | gebrochene Lenkstange |